# 유성티엔에스
유성티엔에스(Yoosung T&S Co. Ltd. )는 대한민국의 철강 및 물류 기업이다. 본사는 서울특별시 서초구 남부순환로 2583, 9층(서초동, 서희타워)에 위치해 있다. 대표이사는 이봉관이다.

## 참고 문헌
1. ↑  유성티엔에스 회사소개서
2. ↑  박순엽, 유성티엔에스, 지난해 영업익 20억원…전년比 22.2%↓, 이데일리, 2024.02.28
3. ↑  한국IR협의회 기술분석보고서-유성티엔에스	2021.04.22.